# بسته‌بندی هوشمند

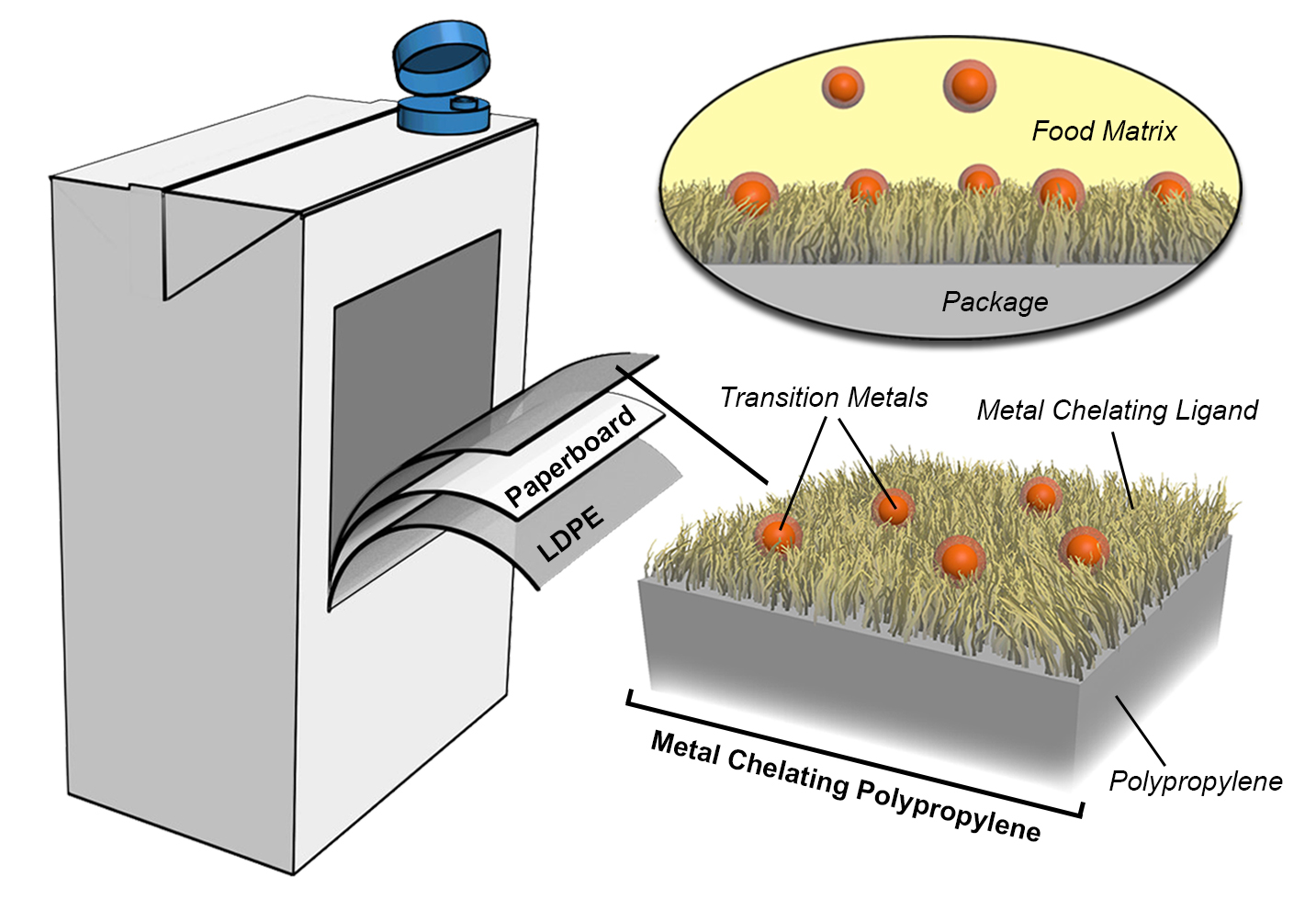
بسته بندی هوشمند

بسته‌بندی هوشمند (به انگلیسی: Intelligent packaging) که با نام بسته‌بندی فعال نیز شناخته می‌شود، به یک سیستم بسته‌بندی در فرایند تولید مواد غذایی، دارویی و دیگر محصولات گفته می‌شود. این سیستم به افزایش عمر محصول تولیدی، وضعیت تازگی، کیفیت محصول و همچنین ایمنی و راحتی استفاده از آن محصول کمک می‌کند.